# Atago Green Hills Mori Tower
L'Atago Green Hills Mori Tower est un gratte-ciel de 187 mètres de hauteur construit à Tokyo en 2001 dans le district de Minato-ku. Il est situé dans le complexe immobilier Atago Green Hills construit  par le promoteur immobilier Minoru Mori, l'un des hommes les plus riches du Japon. Le complexe comprend aussi la Forest Tower.
L'immeuble abrite des bureaux sur 42 étages pour une surface de plancher de 86 570 m2.
Les architectes sont l'agence américaine Cesar Pelli & Associates Architects et la société japonaise Mori Building Corporation
C'est l'un des très rares gratte-ciel japonais conçu en partie par un architecte occidental.